# Saxenburgerstraat
De Saxenburgerstraat is een straat in Amsterdam-West, Vondelparkbuurt-West.

## Ligging en geschiedenis
De straat is een van de vele straatjes die (nog) door de gemeente Nieuwer-Amstel werd aangelegd tussen Overtoom en Vondelpark. De gemeente koos bij de tenaamstelling voor de naam van een pottenbakkerij en buitenverblijf Saxenburg, dat hier gelegen was. Tegelijkertijd kreeg de Saxenburgerdwarsstraat, waaraan een school werd neergezet, haar naam. Toen in 1896 de gemeente Amsterdam het gebied annexeerde nam het de tenaamstelling ongewijzigd over.
De Saxenburgerstraat vormt samen met de Saxenburgerdwarsstraat en de Schoolstraat een lus tussen Overtoom en Vondelpark.
Bij de overgang van Saxenburgerstraat naar Vondelpark moet gebruik gemaakt worden van twee trappetjes; er is een aanmerkelijk hoogteverschil, terwijl park en toegangswegen bijvoorbeeld bij het Kattenlaantje nog gelijkvloers liggen.
Het is een nauwe 19e-eeuwse straat, plaats voor kunst in de openbare ruimte of openbaar vervoer is er niet.

## Gebouwen
De bebouwing aan de straat dateert vanaf 1880, toen vlak na de sloop van de fabriek het terrein werd volgebouwd. Oneven huisnummers lopen op van 1 tot en met 25; even huisnummers van 2 tot en met 34, de laatst huisnummer 30-34 liggen om een hoekje parallel aan het Vondelpark. De architectuur van bijna alle huizen is conform de gebruikelijke in die tijd. Saxenburgerstraat 2-2a maakt deel uit van een complex Overtoom 429-439, Amsterdam dat gemeentelijk monument is. De herenhuizen op huisnummers 28-34 is deels van de hand van Herman Hendrik Baanders en de onbekende D. Boevé. Daartegenover staat een blokje van vier burgerwoonhuizen (19-25) van de hand van M. Peereboom, opdrachtgever en/of architect.    

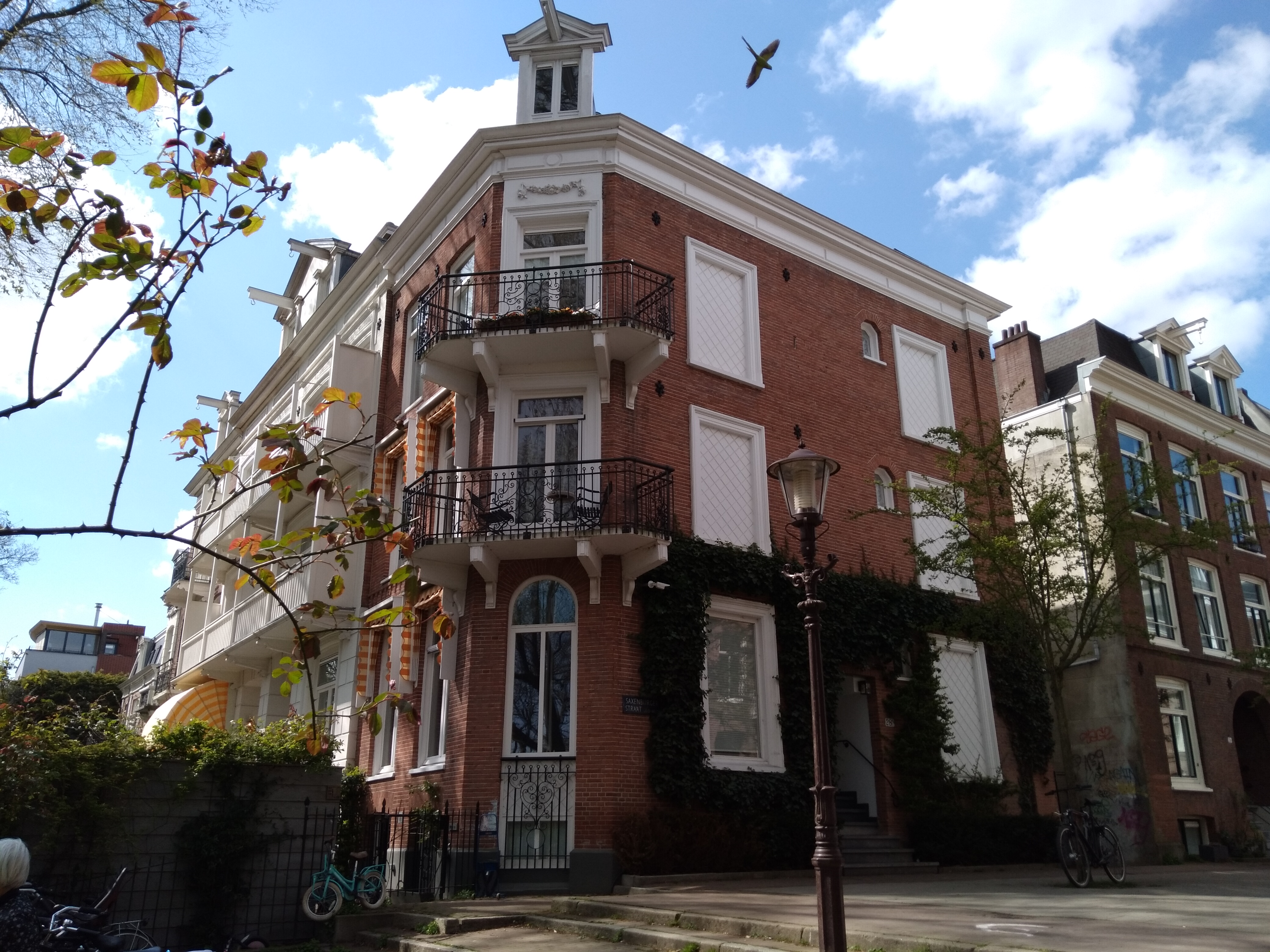
Saxenburgerstraat 28-34 (april 2021)

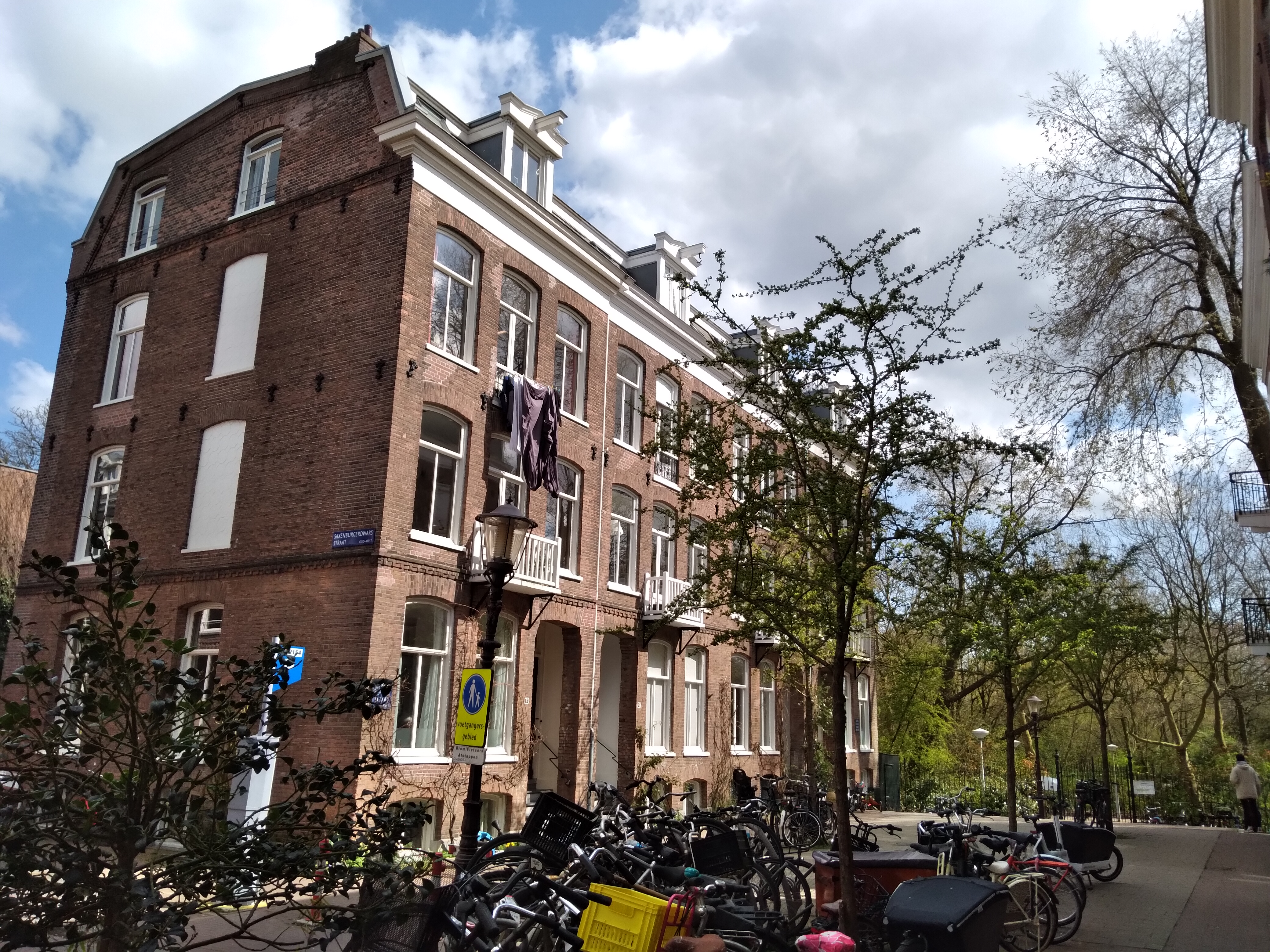
Saxenburgerstraat 19-25 (april 2021)